# Mesopicos
Mesopicos es un género de aves piciformes perteneciente a la familia Picidae. 

## Especies
El género contiene tres especies:
- Mesopicos elliotii - pito de Elliot;
- Mesopicos goertae - pito gris;
- Mesopicos griseocephalus - pito oliváceo.